# س. آلوارز
سلسچینو سانتانا فرانسیسکو آلوارز (پرتغالی: Celestino Santana Francisco Alvares؛ ‏ ۱ اوت ۱۹۲۴ – ۲۸ فوریهٔ ۱۹۹۹) بازیگر، تهیه‌کننده و کارگردان فیلم اهل گوا بود.
او بابت بازی در فیلم سرنوشت برندهٔ جایزهٔ بهترین بازیگر مرد شد و خودِ فیلم نیز، برندهٔ جایزه ملی فیلم گردید.
از فیلم‌های دیگر وی می‌توان به بخت ما و سرنوشت اشاره نمود.